# Strzelce Opolskie (gemeente)
De gemeente Strzelce Opolskie is een stad- en landgemeente in het Poolse woiwodschap Opole, in powiat Strzelecki.
De zetel van de gemeente is in Strzelce Opolskie.
Op 30 juni 2004 telde de gemeente 33 747 inwoners.

## Oppervlakte gegevens
In 2002 bedroeg de totale oppervlakte van gemeente Strzelce Opolskie 202,35 km², waarvan:
- agrarisch gebied: 59%
- bossen: 30%

De gemeente beslaat 27,19% van de totale oppervlakte van de powiat.

## Demografie
Stand op 30 juni 2004:
| Omschrijving                   | Totaal | Totaal | Vrouwen | Vrouwen | Mannen | Mannen |
| ------------------------------ | ------ | ------ | ------- | ------- | ------ | ------ |
| eenheid                        | aantal | %      | aantal  | %       | aantal | %      |
| inwoners                       | 33 747 | 100    | 17 309  | 51,3    | 16 438 | 48,7   |
| bevolkingsdichtheid (inw./km²) | 166,8  | 166,8  | 85,5    | 85,5    | 81,2   | 81,2   |

In 2002 bedroeg het gemiddelde inkomen per inwoner 1445,85 zł.

## Administratieve plaatsen (sołectwo)
Adamowice, Błotnica Strzelecka, Brzezina, Dziewkowice, Farska Kolonia, Grodzisko, Jędrynie, Kadłub, Kadłubski Piec, Kalinowice, Kalinów, Ligota Dolna, Ligota Górna, Mokre Łany, Niwki, Nowa Wieś, Osiek, Płużnica Wielka, Rozmierka, Rozmierz, Rożniątów, Sucha, Suche Łany, Szczepanek, Szymiszów, Szymiszów-Osiedle, Warmątowice.

## Overige plaatsen
Banatki Duże, Banatki Małe, Barć, Barwinek, Breguła, Bukowiec, Dołki, Doryszów, Groszów, Kaczorownia, Kasztal, Koszyce, Lipieniec, Pakoszyn, Podborzany, Stara Poczta, Szymonia, Ściegna, Tęczynów.

## Aangrenzende gemeenten
Gogolin, Izbicko, Jemielnica, Kolonowskie, Leśnica, Ozimek, Toszek, Ujazd, Wielowieś, Zdzieszowice